# Rock Your Body
Singles de Justin Timberlake
Work It
(2003) Señorita
(2003)
Rock Your Body est une chanson de Justin Timberlake. Le single est sorti le 7 avril 2003 en tant que troisième single de son premier album Justified (2002). La chanson, en collaboration avec Vanessa Marquez, a été signée sous le label Star Trak Entertainment et produite par The Neptunes (Pharrell Williams et Chad Hugo). Elle a notamment atteint la cinquième place au Billboard Hot 100 américain.  

## Liste des pistes
| 1. | Rock Your Body (Album Version)                               | 4:27 |
| 2. | Rock Your Body (Sander Kleinenberg's Just In The Radio Edit) | 3:34 |
| 3. | Rock Your Body (Paul Oakenfold Mix)                          | 5:38 |
| 4. | Rock Your Body (Instrumental With Beatbox)                   | 4:30 |

| 1. | Rock Your Body (Album Version)             | 4:27 |
| 2. | Rock Your Body (Paul Oakenfold Radio Edit) | 3:50 |
| 3. | Worthy Of                                  | 4:09 |

## Classement et certifications
| Classement (2003)                       | Meilleure position |
| --------------------------------------- | ------------------ |
| Allemagne (Media Control AG)            | 25                 |
| Australie (ARIA)                        | 1                  |
| Autriche (Ö3 Austria Top 40)            | 56                 |
| Belgique (Flandre Ultratop 50 Singles)  | 6                  |
| Belgique (Wallonie Ultratop 50 Singles) | 14                 |
| Danemark (Tracklisten)                  | 3                  |
| États-Unis (Hot 100)                    | 5                  |
| États-Unis (R&B/Hip-Hop Songs)          | 45                 |
| États-Unis (Adult Pop Songs)            | 24                 |
| États-Unis (Pop Airplay)                | 1                  |
| Finlande (Suomen virallinen lista)      | 6                  |
| France (SNEP)                           | 15                 |
| Irlande (IRMA)                          | 4                  |
| Nouvelle-Zélande (RMNZ)                 | 4                  |
| Norvège (VG-lista)                      | 17                 |
| Pays-Bas (Single Top 100)               | 6                  |
| Suisse (Schweizer Hitparade)            | 34                 |
| Royaume-Uni (UK Singles Chart)          | 2                  |
| Suède (Sverigetopplistan)               | 15                 |

| Pays              | Certification |
| ----------------- | ------------- |
| Australie (ARIA)  | Platine       |
| États-Unis (RIAA) | Or            |

## Divers
- Le morceau était au départ destiné à Michael Jackson pour son album Invincible (2001) qui contient une chanson similaire, tant musicalement qu'au niveau du titre : You Rock My World.
- Justin Timberlake a interprété cette chanson à la cérémonie des Kids' Choice Awards[Quand ?].